# Шападан-ду-Лажеаду
Шападан-ду-Лажеаду (порт. Chapadão do Lageado)  —  муниципалитет в Бразилии. входит в штат Санта-Катарина. Составная часть мезорегиона Вали-ду-Итажаи. Входит в экономико-статистический  микрорегион Итупоранга, который входит в Вали-ду-Итажаи. Население составляет 2749 человек на 2007 год. Занимает площадь 124,472 км². Плотность населения — 20,4 чел./км².

## История
Город основан 29 ноября 1995 года.

## Статистика
- Валовой внутренний продукт на 2003 составляет 22.528.348,00 реалов (данные: Бразильский институт географии и статистики).
- Валовой внутренний продукт на душу населения на 2003 составляет 8.834,65 реалов (данные: Бразильский институт географии и статистики).
- Индекс развития человеческого потенциала на 2000 составляет 0,774 (данные: Программа развития ООН).

## География
Климат местности: субтропический. В соответствии с классификацией Кёппена, климат относится к категории Cfa.